# Parapheromia giacria
Parapheromia giacria är en fjärilsart som beskrevs av William Schaus 1901. Parapheromia giacria ingår i släktet Parapheromia och familjen mätare. Inga underarter finns listade i Catalogue of Life.